# Adnan Ugur
Adnan Ugur (Diest, 28 juni 2001) is een Belgisch voetballer van Turkse afkomst die als middenvelder voor Karagümrük speelt.

## Carrière
Adnan Ugur speelde in de jeugd van Volharding VC Okselaar, KVC Westerlo, Oud-Heverlee Leuven, KRC Genk en Club Brugge. In de zomer van 2019 vertrok hij transfervrij naar Fortuna Sittard, waar hij een contract tot medio 2022 met een optie voor twee extra seizoenen tekende. Hij debuteerde voor Fortuna op 4 augustus 2019, in de met 4-0 verloren uitwedstrijd tegen AZ. Hij begon in de basis en werd in de 66e minuut vervangen door Dimitrios Ioannidis.

## Clubstatistieken
| Seizoen     | Club            | Competitie              | Competitie | Competitie | Competitie | Beker | Beker | Beker | Internationaal | Internationaal | Internationaal | Totaal | Totaal | Totaal |
| Seizoen     | Club            | Competitie              | Wed.       | Dlp.       | Ass.       | Wed.  | Dlp.  | Ass.  | Wed.           | Dlp.           | Ass.           | Wed.   | Dlp.   | Ass.   |
| ----------- | --------------- | ----------------------- | ---------- | ---------- | ---------- | ----- | ----- | ----- | -------------- | -------------- | -------------- | ------ | ------ | ------ |
| 2019/20     | Fortuna Sittard | Eredivisie              | 6          | 0          | 0          | 0     | 0     | 0     | —              | —              | —              | 6      | 0      | 0      |
| Club Totaal | Club Totaal     | Club Totaal             | 6          | 0          | 0          | 0     | 0     | 0     | 0              | 0              | 0              | 6      | 0      | 0      |
| 2020/21     | → FC Dordrecht  | Keuken Kampioen Divisie | 12         | 0          | 0          | 0     | 0     | 0     | —              | —              | —              | 12     | 0      | 0      |
| Club Totaal | Club Totaal     | Club Totaal             | 12         | 0          | 0          | 0     | 0     | 0     | 0              | 0              | 0              | 12     | 0      | 0      |
| 2021/22     | → Karagümrük    | Süper Lig               | 24         | 1          | 0          | 2     | 0     | 1     | —              | —              | —              | 26     | 1      | 1      |
| 2022/23     | Karagümrük      | Süper Lig               | 11         | 0          | 0          | 2     | 0     | 0     | —              | —              | —              | 13     | 0      | 0      |
| 2023/24     | Karagümrük      | Süper Lig               | 13         | 1          | 0          | 2     | 0     | 0     | —              | —              | —              | 15     | 1      | 0      |
| 2024/25     | Karagümrük      | 1.Lig                   | 10         | 1          | 0          | 2     | 0     | 0     | —              | —              | —              | 12     | 1      | 0      |
| Club Totaal | Club Totaal     | Club Totaal             | 58         | 3          | 0          | 8     | 0     | 1     | 0              | 0              | 0              | 66     | 3      | 1      |
| 2024/25     | → ND Gorica     | Druga Liga              | 2          | 0          | 0          | 0     | 0     | 0     | —              | —              | —              | 2      | 0      | 0      |
| Club Totaal | Club Totaal     | Club Totaal             | 2          | 0          | 0          | 0     | 0     | 0     | 0              | 0              | 0              | 2      | 0      | 0      |
| TOTAAL      | TOTAAL          | TOTAAL                  | 78         | 3          | 0          | 8     | 0     | 1     | 0              | 0              | 0              | 86     | 3      | 1      |